# Шульгін Віктор Сергійович
Віктор Сергійович Шульгін (рос. Шульгин Виктор Сергеевич; 22 квітня 1921— 18 червня 1992) — радянський актор театру і кіно. Заслужений артист РФ (1992).

## Біографія
Віктор Шульгін народився 22 квітня 1921 року.
У 1942—1943 роках Віктор Шульгін служив в Червоній Армії.
У 1944 році закінчив Московське міське театральне училище при театрі Революції, потім був актором фронтового театру під керівництвом  О. М. Арбузова.
З 1945 року служив в  Магаданському музично-драматичному театрі ім. М. Горького. Далі Шульгіну довелося змінити багато театрів: з 1949 по 1951 роки в театрі Северодвінську, з 1951 по 1953 роки в  Вологодському обласному театрі, з 1953 по 1954 роки у Львівському російському театрі Радянської армії, з 1954 року — в  театрі групи Радянських військ в Німеччині, з 1957 року — в Дніпропетровському ім. М. Горького, з 1960 року — в  Одеському російською драматичному театрі, з 1965 року — в  Кіровському обласному театрі ім. С. М. Кірова, з 1967 року — в  Московському драматичному театрі ім. М. В. Гоголя.
Паралельно з роботою в театрі Шульгін починає зніматися в кіно і з 1970 року працює в  Театрі-студії кіноактора.
Пішов з життя 18 червня 1992 року в Москві. Урна з прахом актора похована на 1-й дільниці Донського кладовища Москви.

## Визнання і нагороди
- 1992 — Заслужений артист РФ — За заслуги в галузі кіномистецтва[1].

## Фільмографія
- 1959 —  Чорноморочка —  скрипаль
- 1963 — Оптимістична трагедія —  Високий матрос
- 1965 —  Іноземка
- 1965 — Ескадра повертає на захід —  французький офіцер
- 1967 — Операція «Трест» —  полковник Жуковський, водій таксі в Берліні
- 1968 — Балада про комісара —  Чугуреєв, полковник князь
- 1968 — Шосте липня —  комендант Кремля
- 1968 — Зигзаг удачі —  Василь Олександрович, батько Алевтини
- 1970 — Моя вулиця
- 1970 — У лазуровому степу —  Мирон Бодягин
- 1970 —  Ризик
- 1970 — Потяг у завтрашній день
- 1970 —  Красна площа —  Камишов
- 1971 — Випадок з Полиніним
- 1971 — Ти і я
- 1971 — Тіні зникають опівдні —  Віктор Андрійович
- 1971 — Олексіїч
- 1972 —  Руслан і Людмила —  Голова
- 1972 — Людина на своєму місці —  Микола Іванович Стукалін, начальник мехмайстерні
- 1972 — Нежданий гість
- 1972 — Місто на Кавказі
- 1972 — Дозвольте зліт! —  Петро
- 1972 —  П'ятдесят на п'ятдесят —  помічник Волгіна
- 1972 — Велика перерва —  гість на весіллі
- 1972 — Петро Рябінкін —  друг Олексія Григоровича
- 1973 — Двоє в дорозі — викладач
- 1973 — Райські яблучка
- 1973 — Два дні тривоги
- 1973 — Іван Васильович змінює професію —  боярин
- 1973 — Товариш генерал —  командувач фронтом
- 1973 — 1983 —  Вічний поклик —  Віктор Сергійович, виконроб заводу
- 1974 — Фронт без флангів —  Хват
- 1974 — З веселощами й відвагою —  Степан
- 1974 — Шпак і Ліра —  Зігфрід, дворецький баронеси
- 1974 — 1977 — Народжена революцією —  Олексій Кузьмич Бушмакін
- 1975 — Без права на провал —  командир партизанського загону
- 1975 — На ясний вогонь
- 1975 — Мій будинок — театр —  Богданов
- 1976 — Блакитний портрет —  Павло Кузьмич
- 1976 — Життя і смерть Фердинанда Люса —  Вальтер
- 1976 — Легенда про Тіля —  новий вугляр
- 1976 — Слово для захисту —  Петро Костянтинович Межніков
- 1976 — Безбатченківщина —  Леонід Петрович, директор дитбудинку
- 1976 — Пригоди Травки —  капітан річкової «Ракети»
- 1977 — Фронт за лінією фронту —  Віктор Сергійович Хват, начальник штабу
- 1977 — Рідні —  Михайло Тарасов
- 1977 — Рахунок людський
- 1977 — Міміно —  кадровик в Міністерстві цивільної авіації
- 1978 — Вас чекає громадянка Никанорова —  міліціонер
- 1978 — Попереднє розслідування —  дядько Федот
- 1978 — Особливих прикмет немає —  Житомирський, агент охоронки
- 1978 —  Отець Сергій
- 1978 — «Артем»—  генерал-майор
- 1978 — До останньої краплі крові (Польща) —  полковник Кондратюк
- 1978 —  Баламут —  Пантелей Федорович, голова
- 1979 — Ризик — благородна справа
- 1979 — Небезпечні друзі —  Соколов, капітан
- 1979 — Тактика бігу на довгу дистанцію —  партизан
- 1979 — Місто прийняв —  підполковник Севергін, оперативний черговий по місту
- 1979 — Антарктична повість
- 1980 — Крах операції «Терор» —  Василь Протопопов, есер
- 1980 — Нічна подія —  полковник міліції
- 1980 — Мелодія на два голоси —  Іван Воробйов, батько Кирила
- 1980 — Дим Вітчизни —  Ермолаїч
- 1980 — Скринька Марії Медичі —  Нефьодов, слідчий
- 1980 — Ескадрон гусар летючих —  граф, батько Катрин
- 1980 — Юність Петра —  патріарх Іоаким
- 1981 — Люди на болоті —  Дометик
- 1981 — Крупна розмова
- 1981 — Фронт в тилу ворога —  Віктор Сергійович Хват
- 1981 — Сільська історія
- 1981 — Джерело — ветеринар
- 1982 — Формула світла
- 1982 — Дихання грози
- 1983 — Приступити до ліквідації —  Павло Петрович Одинцов, полковник міліції
- 1983 — Пароль — «Готель Регіна» —  Родіонов, начальник Особливого відділу ВЧК
- 1983 — Серед білого дня... —  Іван Юхимович Боровиков, слідчий
- 1983 — Біля небезпечної межі
- 1983 — Я тебе ніколи не забуду —  Петро Никифорович, батько Федора
- 1984 — Навіщо людині крила
- 1984 — ТАРС уповноважений заявити... —  Михайло Вогулов, академік
- 1984 —  Мертві душі —  епізод
- 1984 — Інопланетянка —  Павло Германович, інвалід війни
- 1984 —  Людина-невидимка —  Джеферс, констебль
- 1984 — Людський фактор
- 1984 — Без права на провал —  командир партизанського загону
- 1984 — Загубився слон
- 1984 — Срібляста нитка —  Журавльов
- 1985 — Змієлов —  Анатолій Семенович, колишній головбух
- 1985 — Битва за Москву —  Павлов-батько
- 1985 — Зустрінемося в метро —  Іван Сергійович, парторг
- 1985 — Недільний тато —  Дмитро Сергійович Сергєєв
- 1985 — І на камінні ростуть дерева —  Олав
- 1986 — Без терміну давності —  Федір Храпін
- 1986 — Тривалий іспит —  Старосєльцев
- 1986 —  Очна ставка
- 1986 — Остання дорога —  Микита
- 1986 — Право вирішувати —  Олексій Іванович Євдокимов
- 1986 — Нагородити (посмертно) —  директор банку
- 1987 — Випробувачі (реж. О. Бійма)
- 1989 — У бору брусниця —  сільський лікар
- 1989 — Сувенір для прокурора — заступник директора заводу